# لاتاكونغا
لاتاكونغا (بالإسبانية: San Vicente Mártir de Latacunga )‏ هي مدينة، في الإكوادور، تتبع مقاطعة كوتوباكسي ، وهي عاصمتها، بلغ عدد سكانها 63,842 نسمة في 2010، رمزها البريدي هو EC050150.

## المناخ
يظهر الجدول التالي التغييرات المناخية على مدار السنة للاتاكونغا:
| البيانات المناخية لـلاتاكونغا     | البيانات المناخية لـلاتاكونغا | البيانات المناخية لـلاتاكونغا | البيانات المناخية لـلاتاكونغا | البيانات المناخية لـلاتاكونغا | البيانات المناخية لـلاتاكونغا | البيانات المناخية لـلاتاكونغا | البيانات المناخية لـلاتاكونغا | البيانات المناخية لـلاتاكونغا | البيانات المناخية لـلاتاكونغا | البيانات المناخية لـلاتاكونغا | البيانات المناخية لـلاتاكونغا | البيانات المناخية لـلاتاكونغا | البيانات المناخية لـلاتاكونغا |
| الشهر                             | يناير                         | فبراير                        | مارس                          | أبريل                         | مايو                          | يونيو                         | يوليو                         | أغسطس                         | سبتمبر                        | أكتوبر                        | نوفمبر                        | ديسمبر                        | المعدل السنوي                 |
| --------------------------------- | ----------------------------- | ----------------------------- | ----------------------------- | ----------------------------- | ----------------------------- | ----------------------------- | ----------------------------- | ----------------------------- | ----------------------------- | ----------------------------- | ----------------------------- | ----------------------------- | ----------------------------- |
| متوسط درجة الحرارة الكبرى °م (°ف) | 20.0 (68.0)                   | 19.8 (67.6)                   | 19.1 (66.4)                   | 19.1 (66.4)                   | 19.0 (66.2)                   | 18.1 (64.6)                   | 18.0 (64.4)                   | 18.3 (64.9)                   | 19.0 (66.2)                   | 19.9 (67.8)                   | 20.5 (68.9)                   | 20.1 (68.2)                   | 19.2 (66.6)                   |
| متوسط درجة الحرارة الصغرى °م (°ف) | 8.0 (46.4)                    | 7.5 (45.5)                    | 8.2 (46.8)                    | 8.4 (47.1)                    | 8.2 (46.8)                    | 7.5 (45.5)                    | 7.2 (45.0)                    | 6.6 (43.9)                    | 6.9 (44.4)                    | 7.3 (45.1)                    | 7.3 (45.1)                    | 7.6 (45.7)                    | 7.6 (45.6)                    |
| معدل هطول الأمطار مم (إنش)        | 33 (1.3)                      | 55 (2.2)                      | 61 (2.4)                      | 70 (2.8)                      | 42 (1.7)                      | 30 (1.2)                      | 18 (0.7)                      | 17 (0.7)                      | 31 (1.2)                      | 59 (2.3)                      | 56 (2.2)                      | 43 (1.7)                      | 515 (20.4)                    |
| المصدر: Climate Data              |                               |                               |                               |                               |                               |                               |                               |                               |                               |                               |                               |                               |                               |

## أعلام
- البرتو إنريكيز جالو